# 王冰冰
王冰冰（1990年—），中国大陆女记者、网络红人，吉林长春人，毕业于吉林大学播音与主持艺术专业。现为中央广播电视总台视听新媒体中心主持人。

## 生平
2008年进入吉林大学文学院播音与主持艺术专业，2012年毕业。同年，进入吉林日报社《城市晚报》编辑部实习，同年11月，进入吉林省青少年报刊总社实习。
2015年曾在吉林广播电视台都市频道守望都市栏目担任过出镜记者，当时报道所用姓名为“王冰”。
2016年，任中国中央电视台吉林记者站出镜记者，负责央视吉林方面的新闻报道。2018年，中央广播电视总台成立后，为中央广播电视总台吉林总站出镜记者。曾参与人民空军成立70周年航空展、长春电影节、2019年中央广播电视总台春节联欢晚会吉林分会场等采访任务。
2022年4月，人事关系由总台吉林记者站转入总台新闻新媒体中心。
其后转入总台视听新媒体中心融合业务部。2022年11月20日，在“央视频之夜”以主持人身份复出。

## 走红经过
2020年8月25日，有多个营销号发微博称赞王冰冰笑容甜美并附上央视新闻2019年10月19日关于庆祝人民空军成立70周年长春航空开放活动报道中其身着红色大衣的出镜视频截图，王冰冰当日登上微博热搜，引发关注。
2020年9月10日，哔哩哔哩UP主“Yopi酱”上传题为“每天一遍，初恋再见”的王冰冰出镜视频合集，被哔哩哔哩向用户首页大范围推荐，成为哔哩哔哩热门视频。
2020年9月22日，央视新闻在新浪微博发布关于内蒙古呼和浩特生态修复的采访视频，王冰冰再次登上微博热搜。同日，该视频以“总台记者王冰冰：‘快乐小草’，再也不用担心会‘秃’了”为题被央视新闻上传哔哩哔哩，当日登上哔哩哔哩热搜榜第一名。
2020年12月31日王冰冰作为UP主入驻哔哩哔哩，10小时14分钟后粉丝量即突破100万，刷新哔哩哔哩百万涨粉最快纪录。

## 相关争议

### 记者职业偶像化
中国中央电视台新闻频道在微博及哔哩哔哩等公共空间对王冰冰私人话题的过度营销和颜值崇拜下粉丝对其饭圈化的狂热追捧，引发了学者对泛娱乐化导致新闻失焦的担忧。

## 節目主持
- 2024年 小紅書 《大家的春晚》